# أيلنط اسكويرولي
أيلنط اسكويرولي (الاسم العلمي: Ailanthus esquirolii) هو نوع نباتي يتبع جنس الأيلنط من فصيلة السيماروبية.